# Мама ШЧ!
"Мама ШЧ!" је песма хрватског рок бенда Лет 3, објављена 20. јануара 2023. Песма је представљала Хрватску на Песми Евровизије 2023. након победе на Дори 2023. Песма је била на првом месту у Хрватској.

## Позадина и композиција
У интервјуима за Јутарњи лист, бенд је известио да је песма референца на руско слово Щ. Песма је, према бенду, антиратна песма; у интервјуу, бенд је известио да ће након што се на Земљи одигра тотални Армагедон, на Земљу слетети ракета са словима „ШЧ“. У другим интервјуима, бенд је такође тврдио да „ШЧ“ може да значи и звук који неко производи када неко доживи оргазам или звук који неко испушта када медитира.
У даљим интервјуима за хрватски сајт Пресинг, бенд је тврдио да је песма метафора за Русију. Бенд тврди да се у песми ругају диктаторима да су „детињасти“, са акцентом на Владимира Путина и његову одлуку да покрене руску инвазију на Украјину.
Према Хрвоју Цвијановићу, „трактор“, који се више пута помиње у песми, симболизам је за Александра Лукашенка. Песма критикује оба лидера, називајући их „психопатама“, мада прилично алузивно, пошто је извођачима онемогућено да промовишу политичке поруке на Песми Евровизије.

## Комерцијални успех
У издању од 6. фебруара 2023. „Мама ШЧ!“ дебитовао на 27. месту ХР Топ 40 листе. Ово је њихов први улазак на топ-листу за мање од годину дана, а последња је била обрада песме "Драма", са Алком Вуицом почетком 2022. У другој недељи на листи, песма је пала за два места на 29. Након наступа на Дори 2023., песма је у трећој недељи на топ-листи достигла нови врхунац на четвртом месту. Доласком на четврто место, "Мама ШЧ" је постала песма групе са највишим пласманом на ХР Топ 40 листи. Недељу дана касније, у својој четвртој недељи на топ-листи, песма је заузела прво место у Хрватској.
У недељи од 25. фебруара 2023., "Мама ШЧ" је дебитовала на шестом месту Билбордове листе Croatia Songs, поставши прва песма бенда којој је то успело. То је такође била прва хрватска песма на Евровизији која се нашла на листи Croatia Songs. Песма је остала на листи укупно четири недеље.

## Песма Евровизије

### Дора 2023.
Дора 2023. је била двадесет четврто издање Доре, музичког такмичења које бира пријаву Хрватске за Песму Евровизије. Такмичење се састојало од осамнаест радова који су се такмичили у једном финалу 11. фебруара 2023.
Песму су хрватски медији сматрали великим фаворитом јавности за освајање Доре 2023. Током наступа уживо, бенд је био обучен у стереотипне војне униформе, а један члан се обукао као Владимир Лењин који је држао две ракете. Сви чланови су имали руже између задњице. На крају гласања емисије откривено је да је "Мама ШЧ!" је победио на такмичењу, чиме је освојио место Хрватске за Песму Евровизије 2023. Након победе на Дори, Лет 3 је најавио да би могли отпутовати у Ливерпул на еколошки прихватљивом трактору „са воланом на другој страни“ пошто иду у Уједињено Краљевство.

### На Евровизији
Према правилима Евровизије, све нације, осим земље домаћина и „велике петорке“ морају да се квалификују из једног од два полуфинала како би се такмичиле за коначни; десет најбољих земаља од сваког полуфинала напредује до финала. ЕРУ је поделила конкурентске земље у шест различитих лонаца на основу образаца гласања са претходних такмичења, при чему су земље са повољном историјом гласања стављене у исти лонац. Дана 31. јануара 2023. одржан је жреб за доделу који је сваку земљу пласирао у једно од два полуфинала, као и у којој половини емисије ће наступити. Хрватска се пласирала у прво полуфинале, које ће се одржати 9. маја 2023. године, а требало би да наступи у првој половини емисије.

## Топ листе
| Листа                | Највиша позиција |
| -------------------- | ---------------- |
| Хрватска (Билборд)   | 6                |
| Хрватска (ХР Топ 40) | 1                |
| Исланд               | 37               |
| Литванија            | 24               |